# 孙文波
孙文波（1956年—），出生于四川成都，中国现代诗人，巴蜀五君子之一。
孙文波参加过的荷兰鹿特丹国际诗歌节、德国柏林中国诗歌节、中国广州珠江国际诗歌节、中国中坤亚洲诗歌节等国际诗歌活动。
孙文波参与创办的诗歌刊物：《红旗》、《九十年代》、《反对》、《小杂志》。与人合编的刊物《中国诗歌评论》，《中国诗歌∶九十年代备忘录》。主编的刊物《首象山》，《当代诗》。
孙文波得过的诗歌奖：刘丽安诗歌奖、珠江国际诗歌大奖、畅语诗歌奖。

## 主要作品
诗集
- 《地图上的旅行》
- 《给小蓓的俪歌》
- 《孙文波的诗》
- 《六十年代的自行车》
- 《空中乱飞》
- 《与无关有关》
- 《新山水诗》

文论集
- 《在相对性中写作》